# Веселі галичани
«Веселі галичани» — ансамбль народної музики Тернопільської обласної філармонії, створений у серпні 1988 року.

## Про гурт

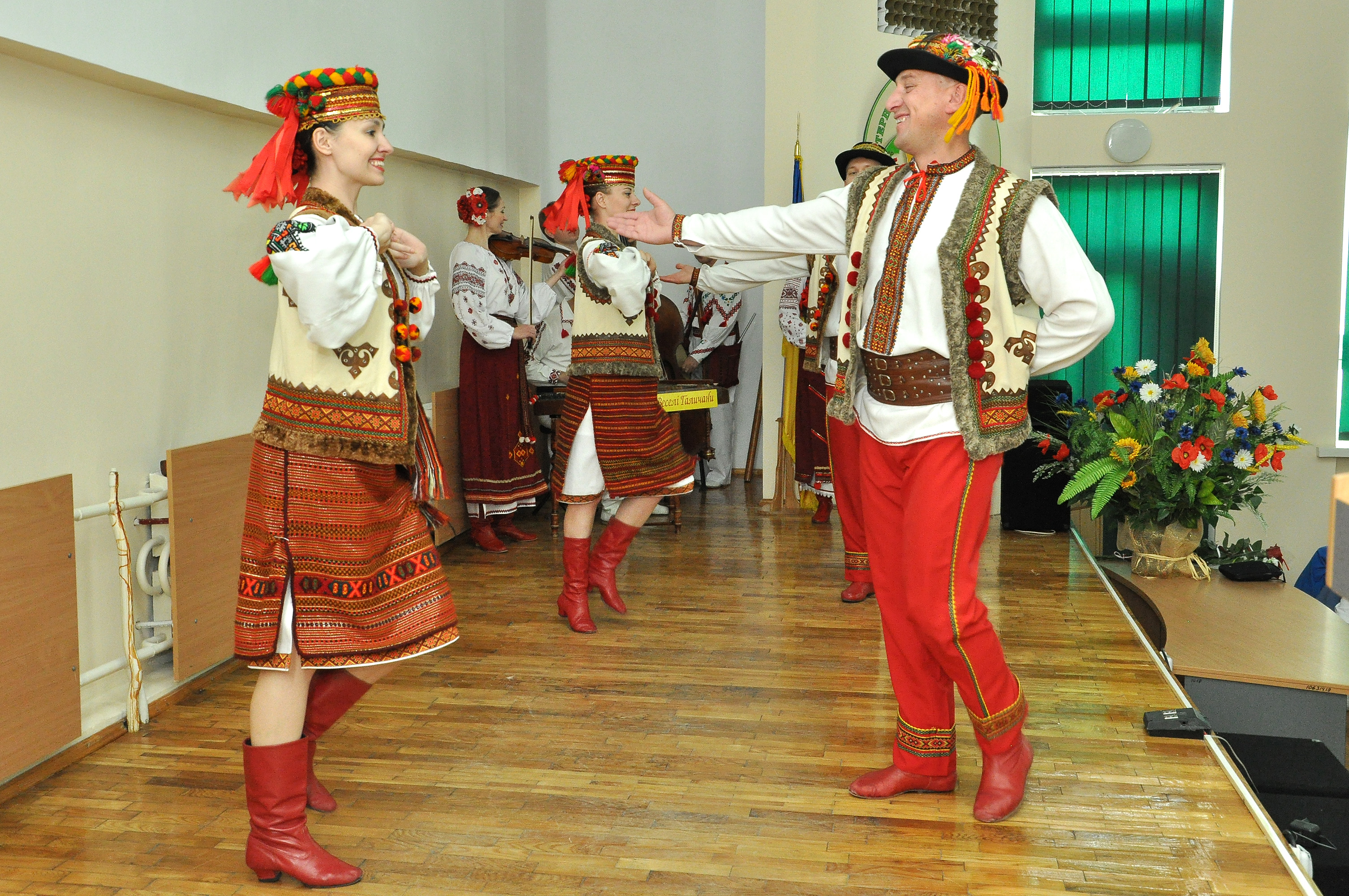
«Веселі галичани» під час виступу в «Тернопільській університетській лікарні» у День медичного працівника (17.06.2016).

Раніше ансамбль називався «Візерунок». 1993 року гурт поїхав на гастролі до Канади, де змушені були змінити назву колективу, бо напередодні там виступав «Карпатський візерунок». Нову назву — «Веселі галичани» — придумав Василь Дунець.
Фольк-гурт репрезентує спів, музику, танці та гумор західного регіону України. Самобутність колективу — у використанні маловідомих музичних інструментів.
Коли почало бракувати коштів, колектив купив автобус, який у вільний від гастролей час курсує вулицями Тернополя на маршруті № 18. Так учасники ансамблю заробляють на костюми, на інструменти.
Ансамбль гастролював у 15 країнах світу, в т. ч. у США, Канаді, Німеччині, Австрії, Польщі, Великій Британії, Франції, Нідерландах. Учасник міжнародних фестивалів і конкурсів.

## Склад ансамблю
У складі ансамблю близько 12 музикантів, зокрема:
- Мирослав Бабчук — художній керівник, продюсер і генеральний директор, заслужений артист України; музичні інструменти: сопілка, най, гуцульське ребро, дводенцівка, окарина, телинка, фрілка, трембіта;
- Світлана Бабчук — солістка, заслужена артистка України;
- Ірина Гречко — вокал, заслужена артистка України;
- Інна Крохмальна — скрипка;
- Василь Яков'як — цимбали;
- Христина Бабчук — скрипка, вокал;
- Ірина Гром'як, Микола Касіян — артисти балету.

## Репертуар
У репертуарі українські народні пісні, танці, авторські пісні, хореографічні композиції.

### Пісні
Українські народні пісні
- «А я чорнява»
- «Ой на горі цигани стояли»
- «Прийди, прийди, мій миленький»

Авторські пісні
- «Веснянка» Миколи Мозгового

### Танцювальні номери
- «Козаченьки» — вокально-хореографічна композиція
- «А мій милий вареників просить» — вокально-хореографічна композиція
- «Залицяльник» — танцювальна картинка за п'єсою Михайла Старицького «За двома зайцями»

## Відзнаки
- Лауреат першої премії Республіканського конкурсу артистів естради (м. Ужгород).